# Eparchie čerňachovská
Eparchie Čerňachovsk je eparchie ruské pravoslavné církve nacházející se v Rusku.

## Území a titul biskupa
Zahrnuje správní hranice území městského okruhu Gvardějsk, Gusev, Ozjorsk a Sovětsk, také Krasnoznamenského, Němanského, Něstěrovského, Polesského, Pravdinského, Slavského a Čerňachovského rajónu Kaliningradské oblasti.
Eparchiálnímu biskupovi náleží titul biskup čerňachovský a slavský.

## Historie
Eparchie byla zřízena rozhodnutím Svatého synodu 21. října 2016 z části území kaliningradské eparchie. Stala se součástí nově vzniklé kaliningradské metropole.

## Seznam biskupů
- od 2016 Nikolaj (Děgťarjov)